# Maytime
Maytime (bra: Primavera) é um filme norte-americano de 1937, do gênero comédia músico-romântica, dirigido por Robert Z. Leonard e estrelado por Jeanette MacDonald e Nelson Eddy.

## Notas sobre a produção

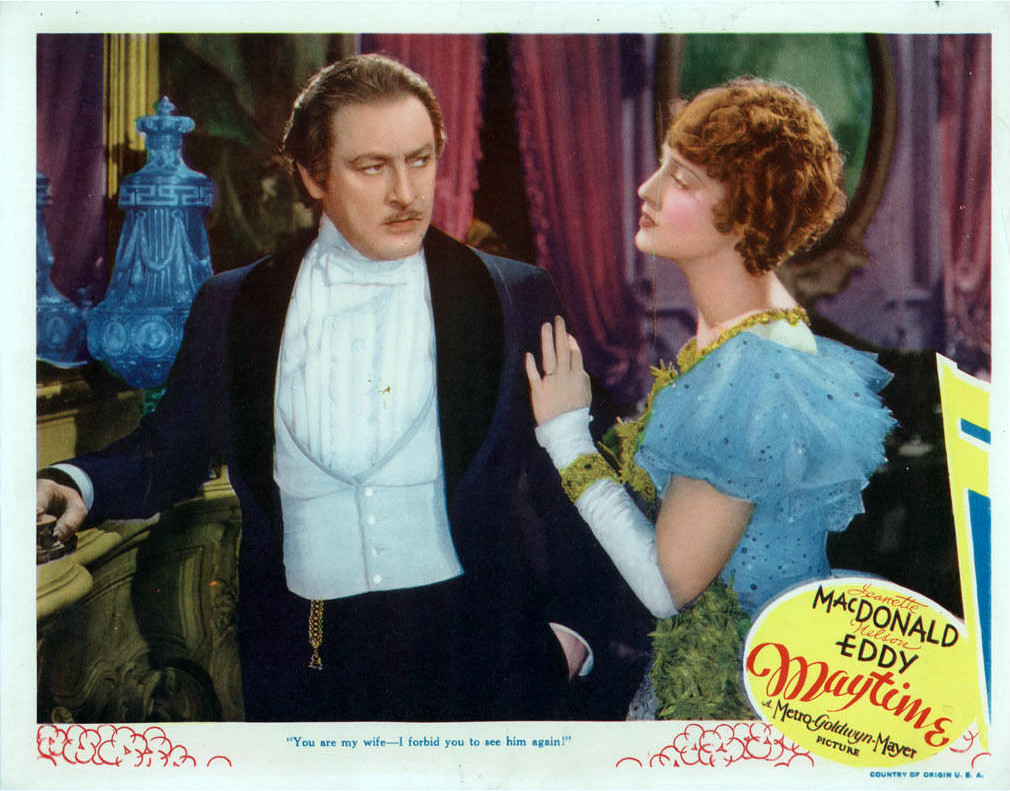
Lobby card do filme. Em cena, John Barrymore e Jeanette MacDonald